# Купервассер, Татьяна Исидоровна
Татьяна Исидоровна Купервассер, в замужестве Русакова (3 (16) апреля 1903, Санкт-Петербург — 18 августа 1972, Ленинград) — советский живописец и график, художница-прикладник, жена художника А. И. Русакова.

## Биография
Родилась в Санкт-Петербурге в семье доктора медицины Исидора Марковича Купервассера и его жены Е. С. Биск. В 1910-х годах училась в Стоюнинской женской гимназии. С детства Татьяна знала французский и немецкий языки, позднее выучила английский.
В 1913—1914 годах родители, видя интерес дочери к изобразительному искусству, пригласили для её обучения В. Д. Бубнову, в то время молодую учительницу рисования. В 1920 году Татьяна Купервассер поступила на факультет живописи Академии художеств (в то время — ПГСХУМ — Петроградские государственные свободные художественно-учебные мастерские, позднее — ВХУТЕИН). Училась у К. С. Петрова-Водкина и О. Э. Браза. Писала портреты, пейзажи, натюрморты, этюды обнаженной натуры. В 1923 году Татьяна вышла замуж за Александра Русакова, учившегося на один курс старше её. Она приняла фамилию мужа, но свои работы всегда подписывала девичьей фамилией.
На одном курсе с Купервассер учились В. Пакулин, А. Пахомов, С. Чугунов, Я. Шур. Чтобы не потерять связь друг с другом по окончании учёбы, молодые люди решили создать художественное объединение. В 1926 году она стала членом-учредителем «Круга художников», заседания общества проходили в том числе и на квартире Русаковых. Татьяна Купервассер принимала участие во 2-й (1928) и 3-й (1929) выставках «Круга» в Ленинграде, а также в выставках объединения в Лондоне (1929) и Киеве (1930). Её работы экспонировались на выставке «Современные ленинградские художественные группировки» (1928—1929), 1-й общегородской выставке изобразительных искусств (1930), выставках ленинградских художников (1934, 1936, 1940) в Ленинграде. Во второй половине 1920-х годов Купервассер писала маслом, в основном портреты, но работала также в жанре пейзажа и натюрморта. В 1930-х её основной техникой становится пастель. Со второй половины 1930-х годов Татьяна Купервассер работала акварелью и только в летние месяцы, когда выезжала на дачу. Так как материальное положение семьи было тяжёлым, а картины мужа, писавшего интенсивно каждый день, продать было невозможно, Купервассер почти оставила творчество, занимаясь художественно-оформительской работой. По словам её сына: «Проще сказать, она сознательно пожертвовала собой как художником, чтобы дать моему отцу заниматься живописью, и чтобы семья хоть как-нибудь, да существовала».
Всю войну Русаковы прожили в Ленинграде. Татьяна Исидоровна была художницей городских военных частей, некоторое время спустя выезжала в военные части пригородов и писала портреты «отличившихся медсестёр». После войны вернулась к декоративно-оформительской работе в музеях Ленинграда — Музее Арктики, Этнографии народов СССР, Истории города и других, оформляла павильон Ленинграда на ВСХВ. В 1946 году принята в Союз художников, ранее числилась кандидатом в СХ, но была исключена. Участвовала в нескольких послевоенных выставках. В последние годы жизни не принимала участия в больших оформительских проектах, работая лишь над дизайном адресов, этикеток, фирменных знаков. За семь месяцев до своей смерти пережила инсульт.
Работы Купервассер экспонировались на выставках «На берегах Невы» в ГМИИ им. А. С. Пушкина в 2001 году и «Круг художников» в Государственном Русском музее (2007). Её талант в настоящее время признаётся исследователями равным таланту мужа.
«Сильная, уверенная кисть, энергичная трактовка формы при декоративной ясности цветовых отношений, плотность ритмически разработанной фактуры — все говорит о незаурядных возможностях и хорошо усвоенных уроках Сезанна. И ещё одно французское имя возникает в памяти, когда смотришь на крепко построенные вещи Купервассер, — это Дерен. Но здесь не может быть и речи о каком-либо эклектизме или восприятии мира сквозь чужие „очки“. Речь идёт о приобщении к высокой живописной культуре, которая помогла столь рано раскрыться оригинальному дарованию Купервассер» (С. М. Даниэль)
Её двоюродная сестра М. С. Зильберман была замужем за художником Борисом Николаевичем Ермолаевым (1903—1982).